# منصور بن زاذان
منصور بن زاذان الواسطى، أبو المغيرة الثقفي، مولى عبد الله بن أبي عقيل الثقفي، مُحدَّث ثقة ثبت حُجّة من صغار التابعين، وعابد من الزهاد، توفي في عام 131 هـ، وقبره بواسط. وهو صاحب الحسن البصري. روى له أصحاب الكتب الستة.

## سيرته
هو شيخ واسط، ولد في حياة عبد الله بن عمر بن الخطاب، كان ثقة حجة، سريع القراءة، قال يزيد بن هارون: «كان منصور بن زاذان يقرأ القرآن كله في صلاة الضحى، وكان يختم القرآن من الأولى إلى العصر، ويختم في اليوم مرتين، ويصلي الليل كله». وكان كثير البكاء، وكانت عليه عمامة يجعلها كوراً كوراً يمسح بها دموعه، وإذا ابتلت وضعها بين يديه. قال الحسين بن محمد الجياني: «من العباد المجتهدين، يقال إنه مكث عشرين سنة يصلي الفجر بوضوء العشاء».

وقال هشيم بن بشير: 
| منصور بن زاذان | كان منصور لو قيل له: إن ملك الموت على الباب ما كان عنده زيادة في العمل، وكان يصلي من طلوع الشمس إلى أن يصلي العصر، ثم يسبح إلى المغرب. | منصور بن زاذان |

### روايته للحديث
- روى عن: أنس بن مالك، وأبي العالية، والحسن البصري، ومحمد بن سيرين، وعمرو بن دينار، والحكم بن عتيبة، وحبيب بن مهاجر، وقتادة بن دعامة، ومعاوية بن قرة المزني، وعطاء بن أبي رباح، وحميد بن هلال العدوي.
- روى عنه: شعبة بن الحجاج، وجرير بن حازم، وأبو عوانة، وهشيم بن بشير، وخلف بن خليفة، وخلق سواهم.[2]
- منزته عند أهل الحديث: قال أبو حاتم الرازي: «ثقة»، وقال أحمد بن حنبل: «شيخ ثقة»، وقال النسائي: «ثقة»، وقال ابن حجر العسقلاني: «ثقة ثبت عابد»، وقال الدارقطني: «من الثقات الحفاظ»، قال الذهبي: «ثقة كبير الشأن»، وقال محمد بن سعد البغدادي: «ثقة، ثبت»، وقال يحيى بن معين: «ثقة».[4]